# 信息系统期刊列表
以下是信息系统期刊列表，其中包含涵盖信息系统的学术期刊。 这里给出的列表包含该领域最具影响力的，同时目前正在出版的期刊。
要了解哪个是特定信息系统（IS）研究领域的最佳期刊，你需要知道IS是一个涉及多学科的研究领域。
“IS学科借鉴了社会科学以及工程研究传统。 社会科学传统以经济学和行为研究为代表，而工程传统则是IS研究中的设计科学方法的缩影。”

## 顶级管理信息系统期刊
以下期刊被信息系统协会高级学者选为信息系统领域的顶级期刊。2023年2月，该列表从最初的“八大期刊（Basket of Eight）”扩展为十一本期刊。
- Decision Support Systems（英语：Decision Support Systems）
- European Journal of Information Systems（英语：European Journal of Information Systems）
- Information & Management（英语：Information & Management）
- Information and Organization（英语：Information and Organization）
- Information Systems Journal（英语：Information Systems Journal）
- Information Systems Research（英语：Information Systems Research）
- Journal of the AIS（英语：Journal of the AIS）
- Journal of Information Technology
- Journal of Management Information Systems（英语：Journal of Management Information Systems）
- Journal of Strategic Information Systems（英语：Journal of Strategic Information Systems）
- Management Information Systems Quarterly（英语：Management Information Systems Quarterly）

## 发表信息系统研究的管理期刊
- Electronic Markets（英语：Electronic Markets (journal)）
- Management Science（英语：Management Science (journal)）
- Organization Science（英语：Organization Science (journal)）

## 具有工程传统的顶级信息系统期刊，以设计科学方法为代表
- Decision Support Systems[4]